# Gyruss
Gyruss (ジャイラス Jairasu?) es un videojuego arcade de Matamarcianos, publicado por Konami, y lanzado en los arcade en 1983. Fue Diseñado por Yoshiki Okamoto, que había creado anteriormente Time Pilot de Konami. Gyruss fue licenciado por Centuri en los Estados Unidos, y fue portado a numerosas consolas y ordenadores domésticos. De ello se sigue en la tradición de los juegos de guerra espacial, como Space Invaders y Galaga.
Gyruss fue el segundo y último juego diseñado por Yoshiki Okamoto para Konami, después de Time Pilot. Debido a las disputas, fue despedido después del lanzamiento de este juego, y pronto se unió a Capcom, donde crearía 1942 y produciría Street Fighter II: The World Warrior.
La música de fondo del juego es una adaptación electrónica, con ritmo más rápido, de Tocata y fuga en re menor, BWV 565, de J. S. Bach; esta disposición particular es similar en sonido a "Toccata", un acuerdo por el grupo de rock instrumental con sede en Reino Unido Sky. Gyruss se destaca por el uso de sonido estéreo, que de acuerdo con el material de la prima de Konami Arcade Classics, se logró mediante la utilización de circuitos de audio discretas. El juego utiliza tres microprocesadores: dos Z80 y un 6809, así como un microcontrolador 8039. Para el sonido, cinco chips de audio AY-3-8910 PSG y un DAC.